# Brodiaea terrestris
Brodiaea terrestris är en sparrisväxtart som beskrevs av Albert Kellogg. Brodiaea terrestris ingår i släktet Brodiaea och familjen sparrisväxter.

## Underarter
Arten delas in i följande underarter:
- B. t. kernensis
- B. t. terrestris

## Bildgalleri

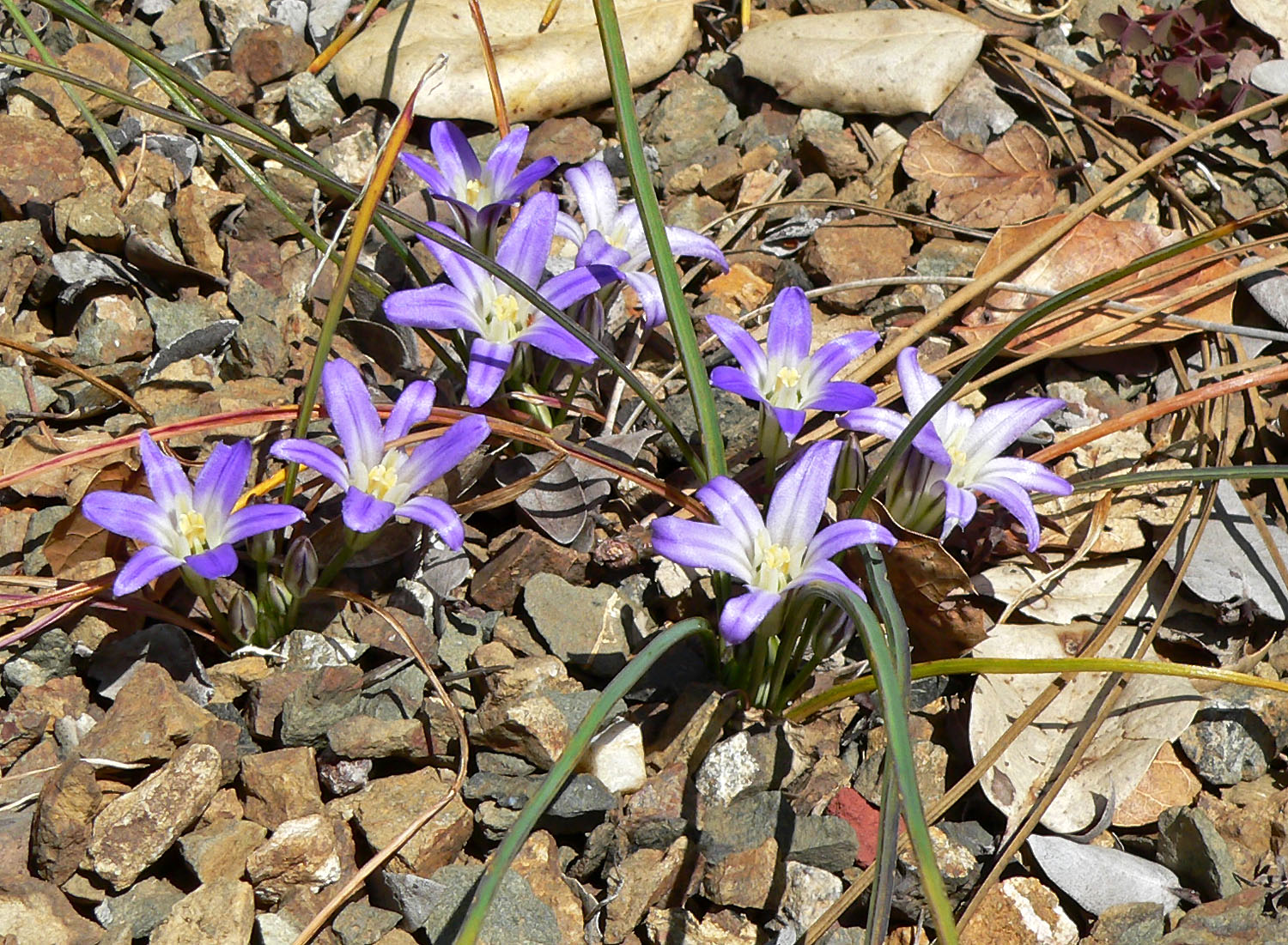
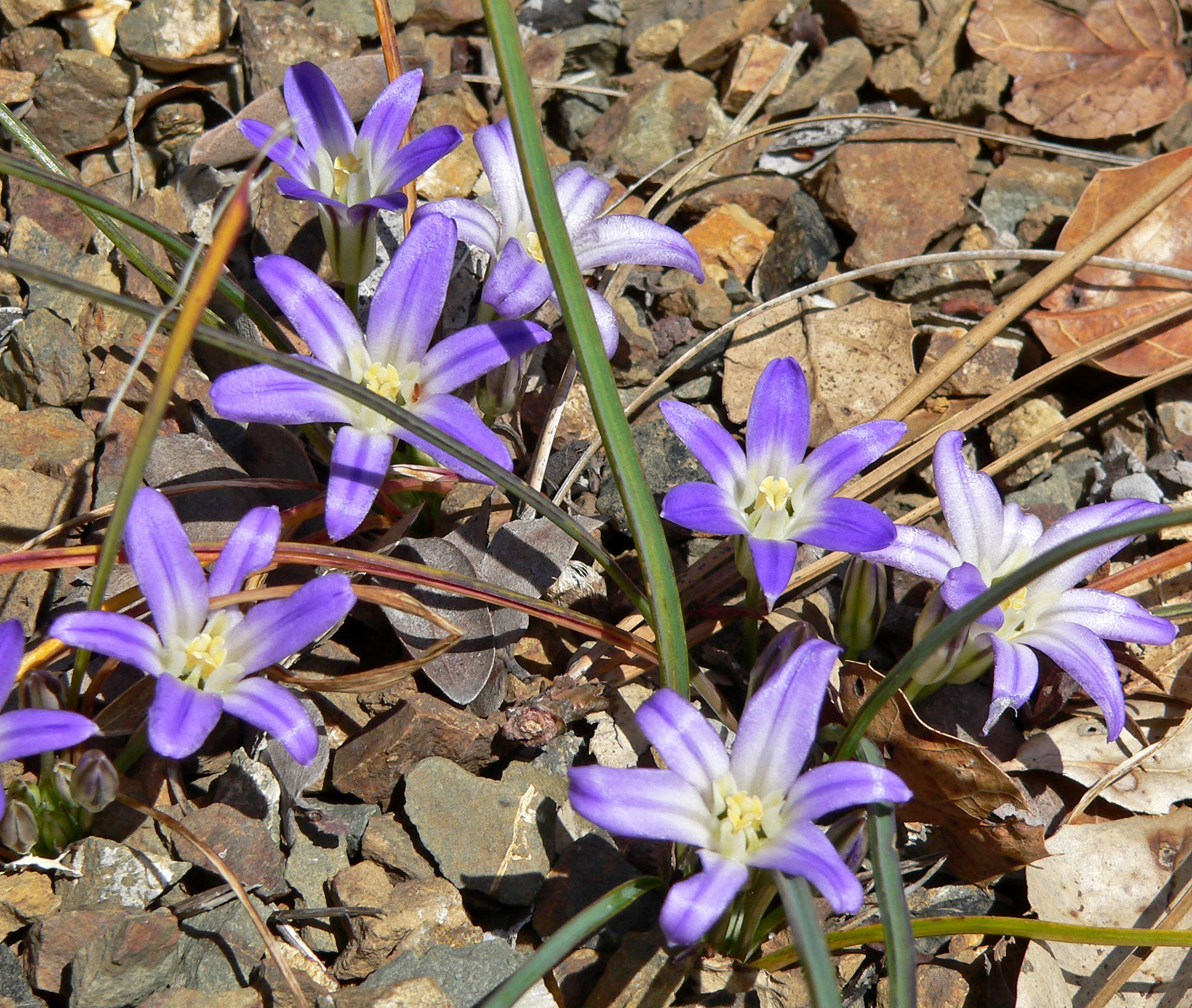
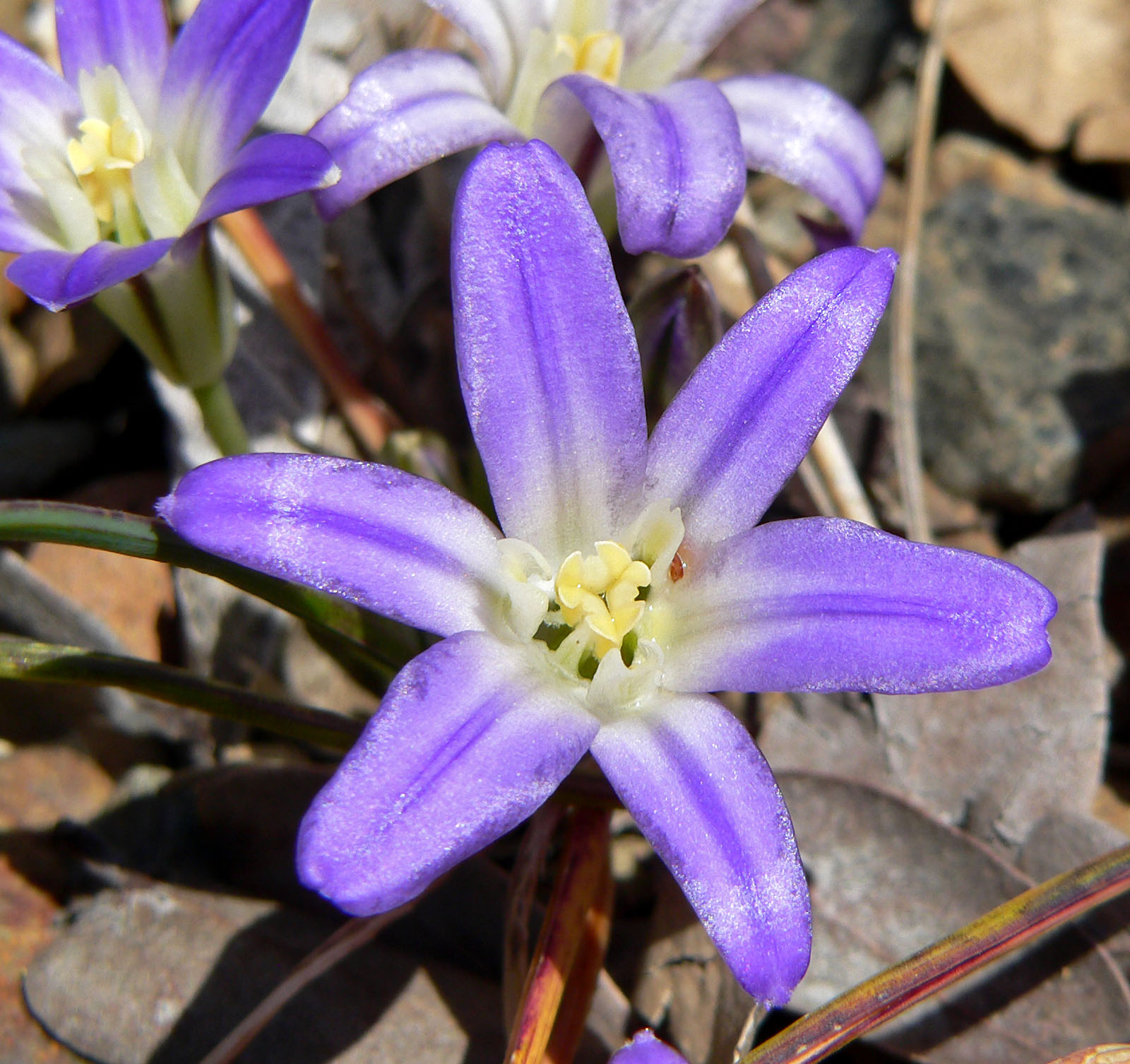
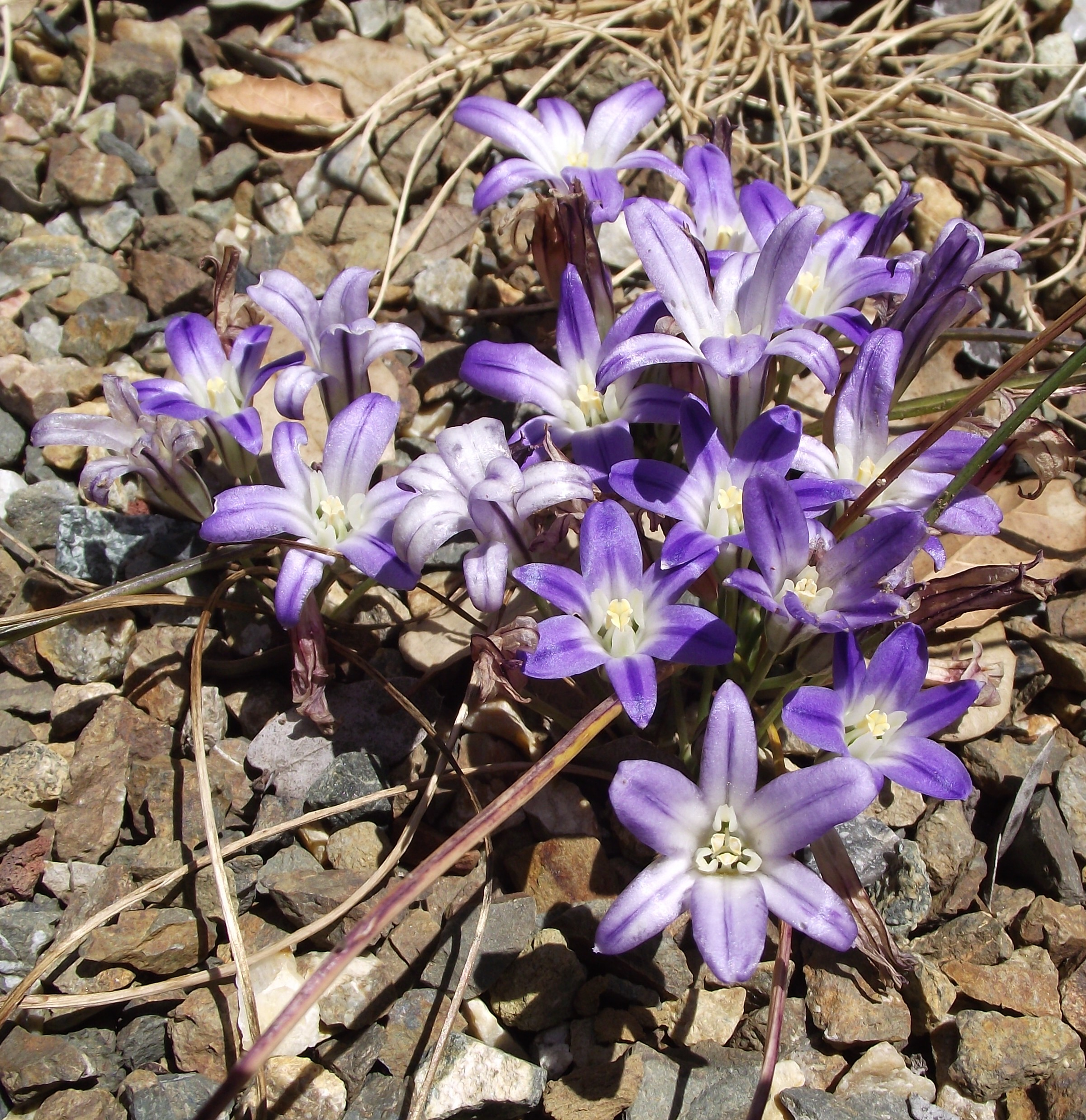